# Susan Lenox (Her Fall and Rise)
Susan Lenox (Her Fall and Rise) is een Amerikaanse film uit 1931 onder regie van Robert Z. Leonard. Het scenario is gebaseerd op een roman van David Graham Phillips.

## Verhaal
Vader wil zijn buitenechtelijke dochter Susan uithuwelijken aan een boer. Susan neemt de wijk en belandt bij een jonge ingenieur. Die wordt verliefd, maar heeft ook elders te doen. De vader ontdekt de verwikkeling. Susan neemt de benen en gaat bij het circus.

## Rolverdeling
| Acteur          | Personage      |
| --------------- | -------------- |
| Greta Garbo     | Susan Lenox    |
| Clark Gable     | Rodney Spencer |
| Alan Hale       | Jeb Mondstrum  |
| Jean Hersholt   | Karl Ohlin     |
| John Miljan     | Burlingham     |
| Russell Simpson | Dokter         |